# Костшиця (Нижньосілезьке воєводство)
Костшиця (пол. Kostrzyca, нім. Quirl) — село в Польщі, у гміні Мислаковиці Єленьоґурського повіту Нижньосілезького воєводства.
Населення — 888 осіб (2011).
У 1975-1998 роках село належало до Єленьоґурського воєводства.

## Демографія
Демографічна структура станом на 31 березня 2011 року:
|          | Загалом | Допрацездатний вік | Працездатний вік | Постпрацездатний вік |
| -------- | ------- | ------------------ | ---------------- | -------------------- |
| Чоловіки | 416     | 87                 | 294              | 35                   |
| Жінки    | 472     | 87                 | 277              | 108                  |
| Разом    | 888     | 174                | 571              | 143                  |